# فرانك إم. كارستن
فرانك إم. كارستن هو محامي ودبلوماسي وسياسي أمريكي، ولد في 7 يناير 1913 في سان أنطونيو في الولايات المتحدة، وتوفي بنفس المكان في 14 مايو 1992. نشط حزبياً في الحزب الديمقراطي. وقد انتخب مندوب ‏ (1957 – ) وانتخب عضو مجلس النواب الأمريكي ‏.